# Martinus Theodorus Houtsma

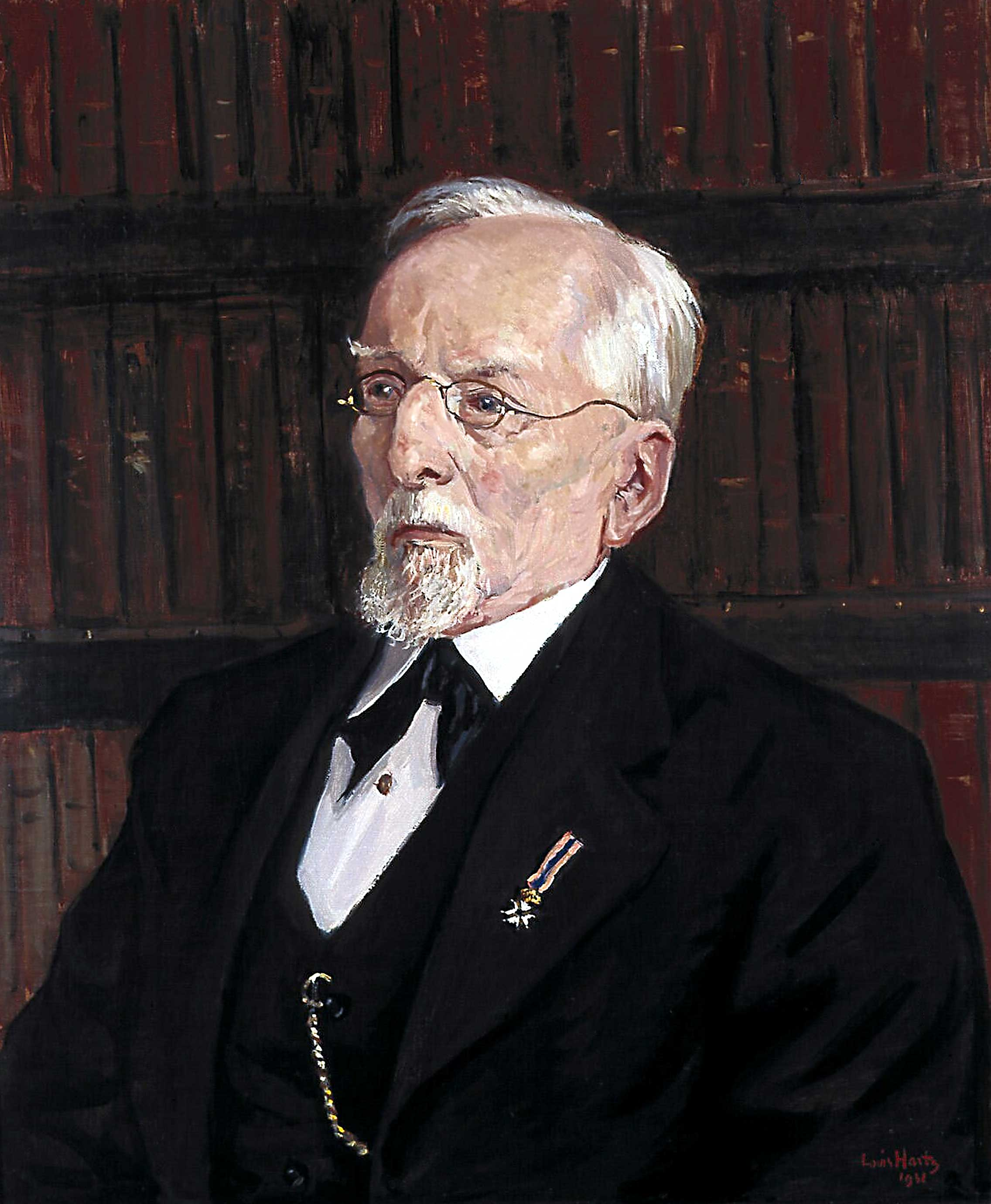
Martinus Theodorus Houtsma

Martinus Theodorus Houtsma (* 15. Januar 1851 in Irnsum; † 9. Februar 1943 in Utrecht) war ein niederländischer Orientalist. 

## Leben
Martinus Theodorus war der Sohn des Holzmühlenbetreibers und späteren Bürgermeisters von Rauwerderhem Otto Evertz. Houtsma (* 10. Dezember 1817 in Wonseradeel; † 5. April 1861 in Irnsum) und dessen am 4. Januar 1840 in Weidum geehelichten Frau Feikje Maria Petronella Horreüs Laurman (* 6. August 1817 in Lellens (Gem. Ten Boer); † 11. April 1898 in Utrecht). Er stammte also aus der Schicht des finanzstarken Mittelstands der Niederlande. Nach dem Besuch des Gymnasiums in Dokkum, immatrikulierte er sich am 1. Oktober 1868 für ein Studium der Theologie an der Universität Leiden. Hier wurden Antonie Rutgers, Reinhart Dozy, Michael Jan de Goeje und Abraham Kuenen seine prägenden Ausbilder. 1874 wurde er Dozent für die Hebräische Sprache an der Leidener Hochschule und zugleich Assistent des Warnerischen Legats an der Universitätsbibliothek daselbst. Am 8. Mai 1875 promovierte er in Leiden mit der Thematik De strijd over het dogma in den Islâm tot op el-Ash'ari zum Doktor der Theologie. 
Am 27. März 1885 wurde er per königlichem Beschluss Lektor für Persisch und Türkisch in Leiden, welche Aufgabe er am 1. April des Jahres übernahm. Am 10. März 1890 wurde er als Professor für Hebräische Sprache und der jüdischen Altertümer an die Universität Utrecht berufen, welche Aufgabe er am 14. Mai 1890 mit der Einführungsrede De ontwikkelingsgang der Hebreeuwsche taalstudie (frei deutsch übersetzt: Die Entwicklung der hebräischen Sprachstudien) übernahm. Zudem beteiligte er sich an den organisatorischen Aufgaben der Utrechter Bildungseinrichtung und war 1895/96 Rektor der Alma Mater. Von seiner Hand erschienen einige Artikel in den in- und ausländischen sprachwissenschaftlichen Zeitschriften seiner Zeit. Er erarbeitete einige Artikel zu unterschiedlichen Enzyklopädien und Lexika. So unter anderem in der Encyclopædia Britannica. 1890 wurde er Mitglied der königlich niederländischen Akademie der Wissenschaften und 1913 wurde Ritter des Ordens vom niederländischen Löwen. Nachdem er am 17. September 1917 emeritiert wurde, widmete er sich einer international initialisierten Enzyklopädie des Islams. Nach seinem Tod wurde er auf dem Utrechter Friedhof Soestbergen begraben.

## Werke (Auswahl)
- De strijd over het dogma in den Islam tot op el-Ashcari. Leiden 1875
- Histoire des Seldjoucides de l’Iraq. Leiden 1889
- Bilder aus einem Persischen Fālbuch. In: Internationales Archiv für Ethnographie, Bd. III, 1890
- De Ontwikkelingsgang der hebreeuwsche taalstudie. Utrecht 1890
- Enzyklopaedie des Islām. Geographisches, ethnologisches und biographisches Wörterbuch der mohamedanischen Völker. Leiden und Leipzig, 1913–1938, 4. Bde. & Erg. Bd.